# Симо Лазаров
Симо Леонов Лазаров е български инженер, композитор и преподавател, пионер в областта на електронната и компютърна музика в България.

## Биография
Роден е в град София на 9 март 1948 г. През 60-те години свири в групите „Спектър“ и „Биг бийт бемолите“. От 1967 до 1982 г. свири в рок група Везни. Те имат записани 2 сингъла и едно EP. През 1982 групата се разпада, а Лазаров решава да се занимава с електронна и компютърна музика. Впоследствие защитава дисертация, свързана с компютърната музика. По-късно минава специализация в различни студия за електронна музика, влючително и парижкото IRCAM. През 1973 г. става основател на първото електронно музикално студио в България, основано в Радио София. Пише филмова, електронна и компютърна музика. Има над 1300 концерта по целия свят.
От 2014 година е академик на Българска Академия на Науките и Изкуствата (БАНИ).
На 21 май 2015 г. е удостоен със званието „Почетен професор на Нов български университет“.

## Дискография
- Градът (1984)
- Природа. Електронна музика (1988)
- The things of life (1989)
- Между човека и звездите (1990)
- Holocaust – A Requiem For The Fate Of The Jews  (1996)

## Филмография
- Поверие за белия вятър (1990)
- Deathstalker IV: Match of Titans (1990)
- Защитете дребните животни (1988)
- Копнежи по белия път (1987)
- Мигове (1978)